# Грязно
Грязно́ — деревня в Гатчинском муниципальном округе Ленинградской области.

## История
Деревня является одним из старейших поселений оредежского края.
Деревня Грезна упоминается среди 40 населённых пунктов Никольского Грезневского погоста по переписи 1500 года. На погосте в Грязне располагалась церковь святого Николая.
Затем деревня Gräsna by и пустошь Gräsna Ödhe упоминаются в Грезневском погосте в шведских «Писцовых книгах Ижорской земли» 1618—1623 годов.
На карте Ингерманландии А. И. Бергенгейма, составленной по материалам 1676 года, обозначена деревня Gräsna.
С 1712 года она входила в состав Куровицкой мызы и относилась к приходу церкви Рождества Пресвятой Богородицы в селе Рождествено. Эту деревню в числе других селений Пётр I подарил своему сыну царевичу Алексею Петровичу.
Как деревня Грязно она упоминается на карте Санкт-Петербургской губернии Я. Ф. Шмидта 1770 года.
В декабре 1796 года Павел I подарил Куровицкую мызу подполковнику Петру Фёдоровичу Малютину.

ГРЕЗНА — деревня Вырской мызы, принадлежит Марии Федотовне Данауровой, действительной тайной советнице и кавалерственной даме, число жителей по ревизии: 62 м. п., 72 ж. п.  (1838 год)

На картах Ф. Ф. Шуберта 1844 года и С. С. Куторги 1852 года она обозначена как деревня Грязная, состоящая из 32 дворов.

ГРЯЗНА — деревня тайного советника Донаурова, по просёлочной дороге, число дворов — 23, число душ — 70 м. п. (1856 год)

В 1857 году в Грязно произошёл пожар, почти все дома сгорели.

ГРЯЗНА — деревня владельческая при реке Оредежи, число дворов — 27, число жителей: 72 м. п., 80 ж. п. (1862 год)

В 1874 году временнообязанные крестьяне деревни выкупили свои земельные наделы у М. А. Любощинской и стали собственниками земли.
В конце XIX — начале XX века деревня административно относилась к Рождественской волости 2-го стана Царскосельского уезда Санкт-Петербургской губернии.
В 1913 году деревня Грязная насчитывала 43 двора.
С 1917 по 1922 год деревня Грязно входила в состав Грязненского сельсовета Рождественской волости Детскосельского уезда.
С 1922 года в составе Даймищенского сельсовета.
С 1923 года в составе Гатчинского уезда.
Согласно данным переписи населения СССР 1926 года в деревне Грязно Даймищенского сельсовета Рождественской волости Троцкого уезда проживали 238 человек, все русские.
С 1927 года в составе Гатчинского района.
В 1928 году население деревни Грязно также составляло 238 человек.
По данным 1933 года деревня называлась Грязно и входила в состав Даймищенского сельсовета Красногвардейского района.

Деревня Грязно на карте 1940 года

Согласно топографической карте РККА 1940 года деревня насчитывала 60 дворов.
C 1 августа 1941 года по 31 декабря 1943 года деревня находилась в оккупации.
С 1954 года в составе Рождественского сельсовета.
По данным 1966, 1973 и 1990 годов деревня Грязно также входила в состав Рождественского сельсовета Гатчинского района.
В 1997 году в деревне проживали 97 человек, в 2002 году — 89 человек (русские — 94%), в 2007 году — 86, в 2010 году — 199.

## География
Деревня расположена в юго-западной части района на автодороге 41К-475 (Выра — Ляды).
Расстояние до административного центра поселения, села Рождествено — 3,5 км.
Расстояние до ближайшей железнодорожной станции Сиверская — 10 км.
Деревня находится на левом берегу реки Оредеж.

## Демография
| 1862 | 2007 | 2010 | 2011 | 2017 |
| ---- | ---- | ---- | ---- | ---- |
| 152  | ↘86  | ↗199 | ↘71  | ↘70  |

### Национальный состав
Согласно данным Всероссийской переписи населения 2021 года в деревне проживали 286 человек, из них:
 русские — 257, белорусы — 24, узбеки — 1, другие национальности — 2 человека, остальные национальность не указали.

## Транспорт
Деревня расположена к западу от автодороги Р23 «Псков» (E 95, Санкт-Петербург — граница с Беларусью).
Ближайшая железнодорожная станция — Сиверская, расположена к востоку от Грязно.
Через деревню проходит автобусный маршрут № 502 Сиверский — Ляды.

## Улицы
Новый посёлок, Полевая, Центральная, Южная.